# Andrea Celeste del Valle Pinzón
Andrea Celeste del Valle Pinzón (Ciudad de Guatemala, 22 de febrero de 1991) es una ingeniera en biomedicina y ciencias ambientales e investigadora guatemalteca. Su campo de investigación se centra en el estudio y desarrollo de fármacos para el tratamiento del cáncer multirresistente y metástasis. 

## Trayectoria
Se graduó de Bachiller en Ciencias y Letras del Instituto Belga Guatemalteco con honores, siendo el mejor promedio de su promoción por lo cual obtuvo el “Galardón de la excelencia estudiantil por Industrias de la Riva”. Posteriormente, cursó estudios de medicina por seis meses en la Universidad de San Carlos de Guatemala, sin embargo, sus deseos de ser investigadora la llevaron a aplicar a una beca en Taiwán ese mismo año. El 31 de julio de 2009, Andrea del Valle dejó su país para formarse como científica en Taiwán.
Obtuvo el grado de ingeniera en biomedicina y ciencias ambientales (NTHU, 2014) con estudios de doctorado en biomedicina (NTHU, 2020) y posdoctorado en ciencias ambientales analíticas (NTHU, 2020-2021).
Su tesis de doctorado se tituló "Photo-Responsive Metal-Based Nanoparticles for Treatment of Multidrug Resistant Tumors" basada en tres estudios independientes. En los cuales sintetizó nanopartículas de hierro, platino y oro para tratar el cáncer multirresistente.
En 2014 obtuvo el reconocimiento Taiwan Scholarship and Huayu Enrichment Scholarship un premio otorgado a los estudiantes extranjeros en Taiwán. Ese mismo verano, fue premiada por la empresa Donovan Werke con el reconocimiento Chapín Forte 2014.
Del Valle fue una de las tres personas seleccionadas en la Universidad Nacional de TsingHua, Taiwán, para cursar el doctorado sin necesidad de una maestría y la primera extranjera en lograrlo en esta universidad. En los primeros meses de empezar su trayectoria académica, publicó un artículo en una conferencia en Cancún, México. Colaboró con la escritura del primer capítulo de un libro dedicado al uso de aptámeros como agentes terapéuticos.
A inicios de 2018 publicó su primer artículo como autora principal y dos años después publicaría otros dos artículos centrados en el estudio de nanopartículas metálicas para el tratamiento de cáncer multirresistente. Entre sus descubrimientos están el bPEI (Branched Polyethylenimine) como un polímero reactivo a las especies de oxígeno reactivo (ROS, reactive oxigen species, siglas en inglés) para el lanzamiento controlado (espacio-temporal) de fármacos  Así mismo, utilizó aptámeros para la entrega selectiva de fármacos a los tumores multirresistentes. La ingeniería de este nanocompuesto basado en oro, permitió reducir la dosis administrada 54 veces menos que la dosis utilizada en la quimioterapia. El mecanismo en que se logró este avance terapéutico es relacionado con la entrega del aptámero hacia el núcleo de la célula conjuntamente con el fármaco. En su último estudio, del Valle, logró caracterizar una prodroga basada en platino y oro. Se descubrió que al irradiar con láseres infrarrojos (NIR near infrared light, siglas en inglés) se desprendían clústeres de platino y oro que al mismo tiempo inducían ferroptosis en las células multirresistentes. Andrea obtuvo el grado de Doctorado en Ingeniería Biomédica y en Ciencias Ambientales en 2020 otorgado por NTHU.
Se encuentra en Taiwán haciendo investigación y desarrollo de fármacos para el tratamiento del cáncer de mama triple negativo. Espera llevar esta última generación de fármacos al mercado en un futuro y formar su propia empresa de fármacos para el tratamiento del cáncer.

## Premios
- Premio al Chapín Forte 2014, Industrias Donovan & Werke.
- Finalista a guatemaltecos Illustres 2019, Seguros Universales.[13]
- Premio ZOOM hacia el futuro, categoría científica, Revista Nómada. 2019.